# Vozera Atolava
Vozera Atolava (vitryska: Возера Атолава) är en sjö i Belarus.   Den ligger i voblasten Vitsebsks voblast, i den norra delen av landet, 160 km nordost om huvudstaden Minsk. Vozera Atolava ligger 125 meter över havet. Arean är 3,8 kvadratkilometer. Den sträcker sig 3,0 kilometer i nord-sydlig riktning, och 4,9 kilometer i öst-västlig riktning.
Omgivningarna runt Vozera Atolava är en mosaik av jordbruksmark och naturlig växtlighet. Runt Vozera Atolava är det ganska glesbefolkat, med 22 invånare per kvadratkilometer.